# Jean d'Orléans-Bragance
Jean d'Orléans-Bragance (en portugais : João de Orléans e Bragança), né le 15 octobre 1916, à Boulogne-Billancourt, et mort le 27 juin 2005, à Rio de Janeiro, au Brésil, est un membre de la branche de Petropolis de la maison d'Orléans-Bragance et un Lieutenant-colonel des Forces aériennes brésiliennes.

## Famille
Jean d'Orléans-Bragance est le deuxième fils et le quatrième enfant du prince Pierre d'Orléans-Bragance (1875-1940) et de son épouse morganatique, la comtesse tchèque Élisabeth Dobrzensky de Dobrzenicz (1875-1951).
Le 22 avril 1949, il épouse à la Quinta do Anjinho, à Sintra, au Portugal, la princesse Fátima Toussoun d'Égypte, née Fátima Scherifa Chirine (1923-1990). Elle est la fille d'Ismail Chirine Bey et d'Aicha Mussallam et descend des Chirine, une dynastie qui gouverna la Crimée et commanda une des sept tribus de la Horde d'or de Gengis Khan, à laquelle appartiennent également leurs cousins chrétiens, les princes russes Mechtcherski. Elle est la veuve du prince Hassan Omar Toussoun (décédé en 1946), prince d'Alexandrie et membre de la famille royale d'Égypte, puisque descendant du vice-roi Mohammed Said Pacha (quatrième fils de Méhémet Ali). Elle est par ailleurs la cousine germaine d'Ismail Chirine, deuxième époux de la princesse Fawzia d'Égypte (ex-reine d'Iran).
De l'union de Jean et de Fátima naît un garçon :
- João Henrique d'Orléans-Bragance (né en 1954), dit « Joãozinho », qui épouse Stella Cristina Lutterbach (née en 1958) et divorce en 2009. Il se remarie avec Anna Claudia Alves de Oliveira Mell en 2013. D’où deux enfants du premier mariage.

En 1971, Jean d'Orléans-Bragance se sépare de son épouse et entretient ensuite une liaison avec Teresa da Silva Leite (1929-2020), avec laquelle il se remarie en 1990, après la mort de Fátima Chirine.

## Biographie
Jean d'Orléans-Bragance passe une grande partie de son enfance en Normandie, au château d'Eu, en compagnie de ses parents et de ses grands-parents, la princesse impériale Isabelle du Brésil (1846-1921) et son époux le prince Gaston, comte d’Eu. Il est le frère de la comtesse de Paris. Soumis à la loi d'exil qui touche la famille impériale brésilienne, Jean d'Orléans-Bragance ne découvre en effet le Brésil qu’à l'âge de neuf ans, en 1925. Mais c’est finalement en 1935 qu'il s'établit définitivement dans son pays d’origine avec ses parents.
Adolescent, il décide de s’engager dans la marine de guerre nationale mais le dictateur brésilien Getúlio Vargas lui refuse ce droit, déclarant que le pays ne souhaite pas avoir un prince dans sa marine. Grâce au soutien de l’amiral Castro e Silva, il parvient toutefois à entrer dans l’aviation brésilienne. Là, il devient lieutenant et commence à travailler à la Poste aérienne. 
Pendant l’entre-deux-guerres, Jean d'Orléans-Bragance et son père deviennent membres de l’Action intégraliste brésilienne (AIB), parti politique fondé par Plinio Salgado, écrivain et journaliste nationaliste de São Paulo. Le prince est d’ailleurs blessé (sans gravité) au cours du soulèvement « intégraliste » du 11 mai 1938, pendant lequel des libéraux, des « intégralistes » et des militaires mécontents envahissent le palais Guanabara et tentent de déposer Getúlio Vargas. 
Quelque temps après, il part se perfectionner aux États-Unis. Pendant la Seconde Guerre mondiale, il organise des patrouilles militaires sur les côtes brésiliennes et devient lieutenant-colonel des Forces Aériennes. Plus tard, il rejoint la flotte commerciale et entre à la compagnie Panair do Brasil. Pendant plusieurs décennies, il assure ainsi les liaisons transatlantiques entre Rio de Janeiro et les pays d'Europe. Il inaugure même la liaison Rio-Le Caire et c'est lors d'une réception donnée en cette occasion qu'il rencontre Fatima Scherifa Chirine (cousine de la princesse Fawzia d'Égypte) qui deviendra ensuite son épouse.
À partir des années 1950 cependant, il s’établit dans la belle ville brésilienne de Paraty où il devient un producteur renommé d’eau de vie.
Il meurt à l’âge de 88 ans, à Rio de Janeiro. Conformément à ses dernières volontés, ses cendres sont dispersées sur les plages de la ville de Paraty.

## Ascendance
|  |                                                  |  |  |  |  |  |  |  |  |  |  |  |  |
|  | 8. Louis d'Orléans                               |  |  |  |  |  |  |  |  |  |  |  |  |
|  |                                                  |  |  |  |  |  |  |  |  |  |  |  |  |
|  |                                                  |  |  |  |  |  |  |  |  |  |  |  |  |
|  | 4. Gaston d'Orléans                              |  |  |  |  |  |  |  |  |  |  |  |  |
|  |                                                  |  |  |  |  |  |  |  |  |  |  |  |  |
|  |                                                  |  |  |  |  |  |  |  |  |  |  |  |  |
|  | 9. Victoire de Saxe-Cobourg-Gotha                |  |  |  |  |  |  |  |  |  |  |  |  |
|  |                                                  |  |  |  |  |  |  |  |  |  |  |  |  |
|  |                                                  |  |  |  |  |  |  |  |  |  |  |  |  |
|  | 2. Pierre d'Orléans-Bragance                     |  |  |  |  |  |  |  |  |  |  |  |  |
|  |                                                  |  |  |  |  |  |  |  |  |  |  |  |  |
|  |                                                  |  |  |  |  |  |  |  |  |  |  |  |  |
|  | 10. Pierre II du Brésil                          |  |  |  |  |  |  |  |  |  |  |  |  |
|  |                                                  |  |  |  |  |  |  |  |  |  |  |  |  |
|  |                                                  |  |  |  |  |  |  |  |  |  |  |  |  |
|  | 5. Isabelle du Brésil                            |  |  |  |  |  |  |  |  |  |  |  |  |
|  |                                                  |  |  |  |  |  |  |  |  |  |  |  |  |
|  |                                                  |  |  |  |  |  |  |  |  |  |  |  |  |
|  | 11. Thérèse-Christine de Bourbon-Siciles         |  |  |  |  |  |  |  |  |  |  |  |  |
|  |                                                  |  |  |  |  |  |  |  |  |  |  |  |  |
|  |                                                  |  |  |  |  |  |  |  |  |  |  |  |  |
|  | 1. Jean d'Orléans-Bragance                       |  |  |  |  |  |  |  |  |  |  |  |  |
|  |                                                  |  |  |  |  |  |  |  |  |  |  |  |  |
|  |                                                  |  |  |  |  |  |  |  |  |  |  |  |  |
|  | 12. Johann Nepomuk II Dobrženský de Dobrženitz   |  |  |  |  |  |  |  |  |  |  |  |  |
|  |                                                  |  |  |  |  |  |  |  |  |  |  |  |  |
|  |                                                  |  |  |  |  |  |  |  |  |  |  |  |  |
|  | 6. Jean Wenceslas Dobrzensky de Dobrzenicz       |  |  |  |  |  |  |  |  |  |  |  |  |
|  |                                                  |  |  |  |  |  |  |  |  |  |  |  |  |
|  |                                                  |  |  |  |  |  |  |  |  |  |  |  |  |
|  | 13. Marie Friederike Wanczura de Rzehnicz        |  |  |  |  |  |  |  |  |  |  |  |  |
|  |                                                  |  |  |  |  |  |  |  |  |  |  |  |  |
|  |                                                  |  |  |  |  |  |  |  |  |  |  |  |  |
|  | 3. Élisabeth Dobrzensky de Dobrzenicz            |  |  |  |  |  |  |  |  |  |  |  |  |
|  |                                                  |  |  |  |  |  |  |  |  |  |  |  |  |
|  |                                                  |  |  |  |  |  |  |  |  |  |  |  |  |
|  | 14. Josef Kottulinsky de Kottulin et Krzizkowitz |  |  |  |  |  |  |  |  |  |  |  |  |
|  |                                                  |  |  |  |  |  |  |  |  |  |  |  |  |
|  |                                                  |  |  |  |  |  |  |  |  |  |  |  |  |
|  | 7. Élisabeth Kottulinsky de Kottulin             |  |  |  |  |  |  |  |  |  |  |  |  |
|  |                                                  |  |  |  |  |  |  |  |  |  |  |  |  |
|  |                                                  |  |  |  |  |  |  |  |  |  |  |  |  |
|  | 15. Adelheid d'Attems-Heiligenkreuz              |  |  |  |  |  |  |  |  |  |  |  |  |
|  |                                                  |  |  |  |  |  |  |  |  |  |  |  |  |
|  |                                                  |  |  |  |  |  |  |  |  |  |  |  |  |

## Titulature et décorations

### Titulature
- 15 octobre 1916 — 26 juin 2005 : Son Altesse Royale le prince Jean d'Orléans-Bragance

### Décorations dynastiques
- Grand-croix de l'ordre de Pierre Ier (maison d'Orléans et Bragance)[1]
- Grand-croix de l'ordre de la Rose (maison d'Orléans et Bragance)[1]

### Œuvre
- João de Orleáns e Bragança en collaboration avec José Alberto Gueiros, História de um príncipe, Editora Record, Rio de Janeiro, 1997  (ISBN 8501048178).

### Autres sources
- Isabelle d’Orléans, comtesse de Paris, Tout m’est bonheur, Éditions Robert Laffont, coll. « Vécu », Paris, 1978.